# 18360 Sachs
18360 Sachs este un asteroid din centura principală de asteroizi.

## Descriere
18360 Sachs este un asteroid din centura principală de asteroizi. A fost descoperit pe 10 octombrie 1990 la Tautenburg de Freimut Börngen și Lutz Dieter Schmadel. Asteroidul prezintă o orbită caracterizată de o semiaxă mare de 2,74 ua, o excentricitate de 0,19 și o înclinație de 8,3° în raport cu ecliptica.